# Puzzlebox
E. L. Thorndike onderzocht operante conditioneringsprocessen met behulp van een door hemzelf ontworpen instrument dat hij puzzlebox of probleemkooi noemde.

## Uitvoering
De puzzlebox bestaat uit een getraliede kast waaruit het proefdier slechts kan ontsnappen door aan een lus te trekken, die met een valdeur is verbonden.
Als een hongerige kat in een dergelijke kooi wordt geplaatst, terwijl zij door de tralies een stukje vis ziet liggen, is er een nieuwe situatie geschapen waarin zij nieuwe doelmatige handelingen moet stellen om aan haar behoefte (in dit geval eten) te kunnen voldoen. Bij observatie blijkt het dier eerst allerlei ondoelmatige probeerhandelingen te stellen (trial-and-error), zoals krabben aan de tralies, rondlopen en springen, waarbij zij op een gegeven moment bij toeval aan de lus trekt en bij de vis kan komen. Enige tijd later wordt de kat weer in de kooi gezet en beginnen de probeerhandelingen opnieuw, met dit verschil echter dat er nu iets minder tijd verloopt tussen het ogenblik dat de kat in de kooi wordt gezet en het moment dat zij aan de lus trekt. Dit verschijnsel herhaalt zich; geleidelijk aan worden de probeerhandelingen geringer in aantal en ten slotte blijft slechts één handeling over: de enige doelmatige, het trekken aan de lus. 
De kat heeft na een reeks herhalingen dus geleerd om in deze nieuwe situatie doelmatig te handelen. Wat ook samengevat kan worden als de wet van het effect.

## Gerelateerde onderwerpen
- Conditionering
- Operante conditionering
- Behaviorisme
- Psychologie